# Liste des châteaux en Suisse

## Appenzell Rhodes-Intérieures
- Château d'Appenzell, à Appenzell
- Clanx, ruines à Appenzell
- Ruines de Hoch-Altstätten, à Oberegg

## Appenzell Rhodes-Extérieures
- Rosenberg et Rosenburg, ruines à Herisau
- Ruines d'Urstein, à Herisau

## Argovie
- Château d'Aarau, dit Schlössli, à Aarau
- Château d'Alt-Homburg, ruine, à Wittnau
- Château d'Alt-Thierstein, ruine, à Gipf-Oberfrick
- Château d'Alt-Wartburg, ruine, Oftringen
- Château d'Aarbourg, à Aarburg
- Château de Habsbourg, à Habsburg
- Château de Lenzbourg, à Lenzbourg
- Château de Schenkenberg, à Thalheim
- Château de Stein, à Baden

## Bâle
- Angenstein à Duggingen
- Burg Birseck à Arlesheim
- Burg Reichenstein à Arlesheim
- Château d'Aesch, à Aesch
- Château d'Alt-Biederthal, à Burg im Leimental
- Château d'Altenberg, à Füllinsdorf
- Château de Bärenfels, à Duggingen
- Château de Burg, à Burg im Leimental
- Château de Binningen, à Binningen
- Château de Hintere Birseck, à Arlesheim
- Château de Mittlere Birseck, à Arlesheim
- Château de Vordere Birseck, à Arlesheim
- Château du Bischofstein, à Sissach
- Château de Bottmingen, à Bottmingen
- Château d'Ebenrain, à Sissach
- Château d'Engenstein, à Pfeffingen
- Château de Farnsburg, à Ormalingen
- Château de Frohberg, à Aesch
- Château de Fürstenstein, à Ettingen
- Château de Gundeldigen, à Bâle
- Château de Gutenfels, à Bubendorf
- Château de Holeeschlösschen, à Binningen
- Château de Neu-Homburg, à Binningen
- Château de Madeln, à Pratteln
- Château de Münchenstein, à Münchenstein
- Château de Münchsberg, à Pfeffigen
- Château d'Ödenburg, à Wenslingen
- Château de Pfeffingen, à Pfeffingen
- Château de Pratteln, à Pratteln
- Château de Ränggen, à Diegten
- Château de Ramstein, à Bretzwil
- Château de Reichenstein, à Arlesheim
- Château de Riedfluh, à Eptingen
- Château de Schalberg, à Pfeffingen
- Château d'Alt-Schauenburg, à Frenkendorf
- Château de Neu-Schauenburg, à Frenkendorf
- Château de Schönenberg, à Burg im Leimental
- Château de Sissacherfluh, à Sissach
- Château de Spitzburg, à Ramlinsburg
- Château de Waldenburg, à Waldenburg
- Château de Hintere Wartenberg, à Muttenz
- Château de Mittlere Wartenberg, à Muttenz
- Château de Vordere Warternberg, à Muttenz
- Château de Wild-Eptingen, à Eptingen
- Château de Wildenstein, à Bubendorf
- Château de Zwingen, à Zwingen

## Berne
- Château d'Aarberg, à Aarberg
- Château de Aarwangen, à Aarwangen

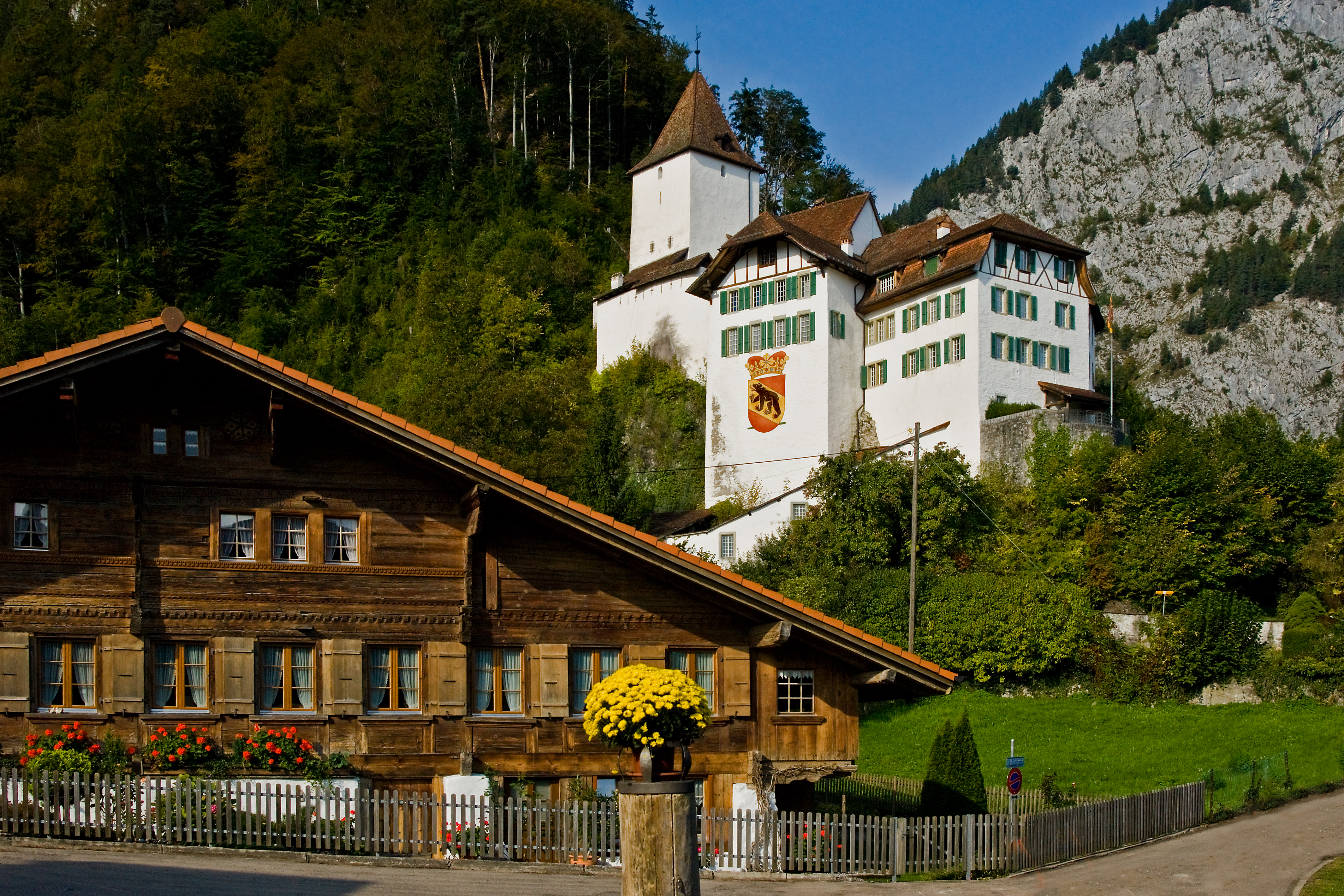
Le château de Wimmis

- Château de Allmendingen, à Allmendingen
- Château d'Amsoldingen, à Amsoldingen
- Château d'Aris ob Kien, à Reichenbach im Kandertal
- Château de Belp, à Belp
- Château de Berthoud à Burgdorf
- Château de Bipp, arrondissement administratif de Haute-Argovie
- Château de Blankenburg, à Zweisimmen
- Château de Brandis, à Lützelflüh
- Château de Bremgarten, à Bremgarten bei Bern
- Château de Bümplitz, à Berne -Bümplitz
- Neues Schloss Bümplitz, à Bümplitz
- Château de Büren an der Aare, à Büren an der Aare
- Château de Burgistein, à Burgistein
- Château de Courtelary, à Courtelary
- Château de Cerlier, à Erlach
- Château d'Erguel, à Sonvilier
- Château de Felsenburg, à Berne
- Château de Felsenburg, à Kandergrund, ruines
- Château de Gampelen, à Gampelen
- Château de Gléresse, à Gléresse
- Château de Grasburg, à Schwarzenburg, tours, vestiges
- Château de Grünenberg, à Melchnau
- Château de Gümligen, à Gümligen
- Château de Habstetten, dit aussi château Hubel-Gut, à Bolligen
- Château de Hindelbank, à Hindelbank
- Château de Hofgut/Gümligen, à Gümligen
- Château de Hofwil, à Münchenbuchsee
- Château de Holligen, à Berne
- Château de Hünegg, à Hilterfingen
- Château de Hünigen, à Konolfingen
- Château de Hindelbank, à Hindelbank
- Château d'Ittigen, à Ittigen
- Château de Jegenstorf, à Jegenstorf
- Château de Kehrsatz, à Kehrsatz
- Château de Kiesen, à Kiesen
- Château de Könitz, à Berne -Könitz
- Château de Landshut, près de Utzenstorf
- Château de Langenstein, à Melchnau
- Château de Laupen, à Laupen
- Site fortifié de Mannenberg, Zweisimmen
- Château de Mettlen, près de Muri bei Bern
- Château de Moutier, à Moutier
- Château de Münchenwiler, à Villars-les-Moines de: Münschenwiler
- Château de Mülenen, à Reichenbach im Kandertal
- Château de Münsingen, à Münsingen
- Château de Muri, à Muri bei Bern
- Château de Nidau, à Nidau
- Château du Schlossberg, à La Neuveville
- Châteaux de Oberdiessbach, à Oberdiessbach
- Château d'Oberhofen, à Oberhofen
- Château d'Oberried, à Oberried
- Château de Ralligen, à Sigriswil entre Gunten et Merzligen sur les berges du lac de Thoune
- Château de Reichenbach, Zollikofen
- Château de Restiturm, à Meiringen
- Château de Riggenberg, à Ringgenberg
- Château de Rümligen, à Rümligen
- Château de Schadau, à Thoune
- Château de Schlossberg, à La Neuveville
- Château de Schlosswil, à Schlosswil
- Château de Schwarzenbourg, à Schwarzenburg, district de Schwarzenburg
- Château de Seeburg, à Iseltwald
- Château d'Alt-Signau, à Bowil
- Château de Neu-Signau, à Bowil
- Château de Spiez, à Spiez
- Château de Spittel, à Sumiswald
- Château de Tellenburg, près de Frutigen, tour et ruines
- Château de Thielle, au bord du canal de la Thielle
- Château de Thorberg, à Krauchthal
- Château de Thoune, à Thoune
- Château de Thunstetten, à Thunstetten, près de Langenthal
- Château de Toffen, à Toffen
- Château de Trachselwald, à Trachselwald
- Château de Unspunnen, à Wilderswil
- Château d'Unterseen, à Unterseen
- Château d'Ursellen, près de Konolfingen
- Château de Waldau, près de Münsingen (Berne), clinique psychiatrique
- Château de Wangen an der Aare, à Wangen an der Aare
- Château de Wartenstein, à Lauperswil
- Château de Weissenburg, à Därstetten
- Château de Wiedlisbach, à Wiedlisbach
- Château de Wil, à Schlosswil
- Château de Wimmis, à Wimmis
- Château de Wittigkofen, à Berne-Wittigkofen
- Château de Worb, à Worb
- Château neuf de Worb, à Worb
- Manoir du Lohn, à Kehrsatz

## Fribourg
- Ruines du Château d'Arconciel, à Arconciel
- Château d'Attalens, à Attalens
- Château de Barberêche, à Courtepin
- Ruines du Château de Bellegarde, Bellegarde
- Ruines du Château de Bossonnens, à Bossonens
- Château de Bulle, à Bulle
- Château de Chenaux, à Estavayer-le-Lac
- Château de Corbières, à Corbières
- Château de Delley, à Delley-Portalban
- Château d'En-Bas, à Broc
- Château de la Grande Riedera au Mouret
- Château Griset de Forel, à Torny
- Château de Gruyères à Gruyères
- Ruines du Château d'Illens, à Gibloux
- Château de Maggenberg, à Tavel
- Château de Mézières, à Mézières
- Château de Montsalvens, Broc, tours en ruines, ruines ;
- Château de Morat, à Morat
- Château de la Motte, à Morat
- Ruines du Châteaux d'Ogoz, sur l'île d'Ogoz, tours, vestiges, à Pont-en-Ogoz
- Château de la Poya, à Fribourg
- Ruines du Château de La Roche, à La Roche
- Château de Romont, à Romont
- Château de Rue, à Rue
- Château de Saint-Germain, à Gruyères
- Château de Surpierre, à Surpierre
- Château de Torny, à Torny
- Tour de Trême, à la Tour-de-Trême
- Château de Vaulruz, à Vaulruz
- Château de Grand-Vivy, à Courtepin
- Château de Petit-Vivy, à Courtepin
- Château baillival de Vuippens, à Marsens

## Genève
- Château d'Adda
- Bâtie-Beauregard à Collex-Bossy
- Château Banquet à Genève
- Château de Bardonnex à Bardonnex

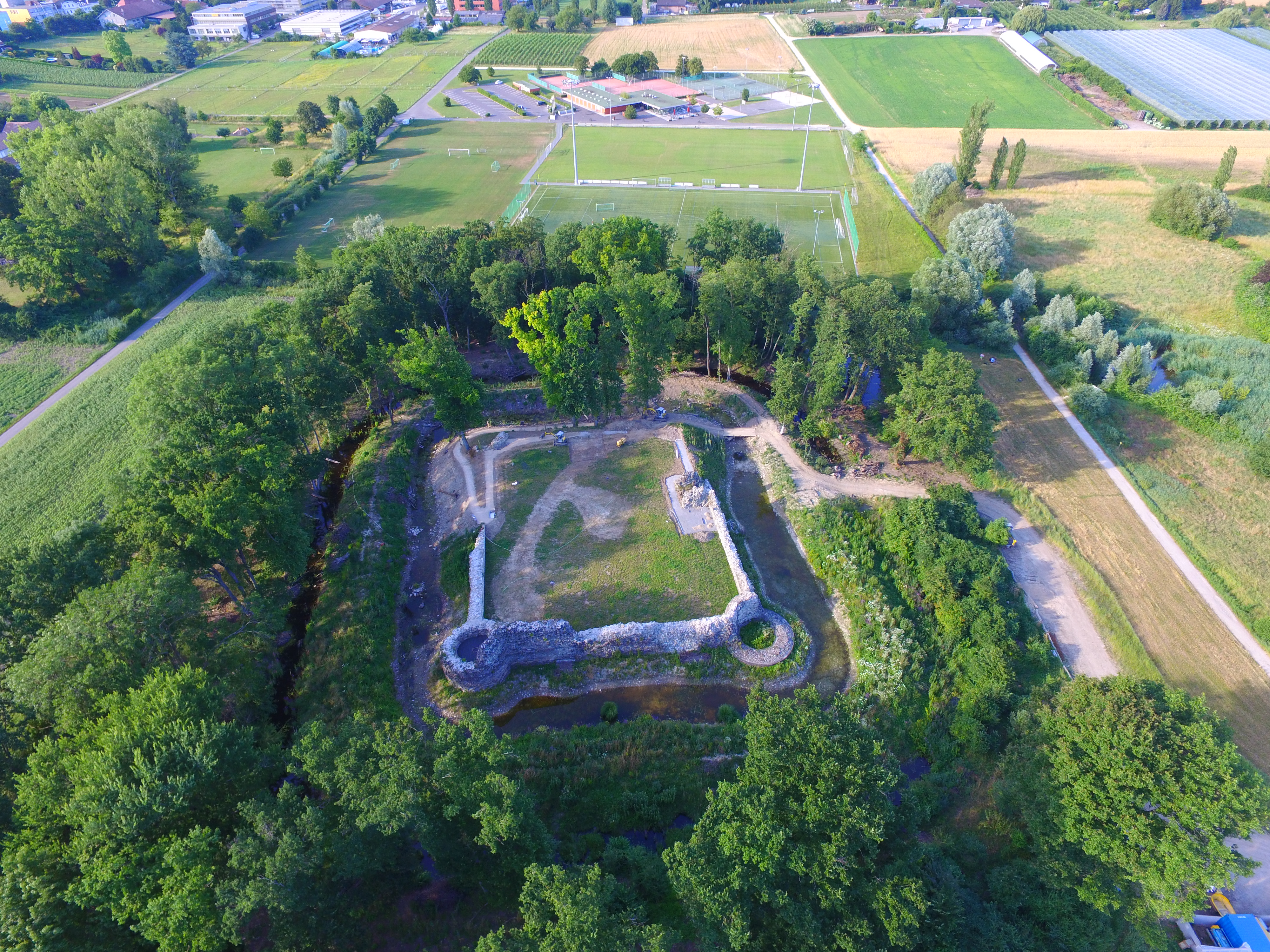
Le château de Rouelbeau à Meinier.

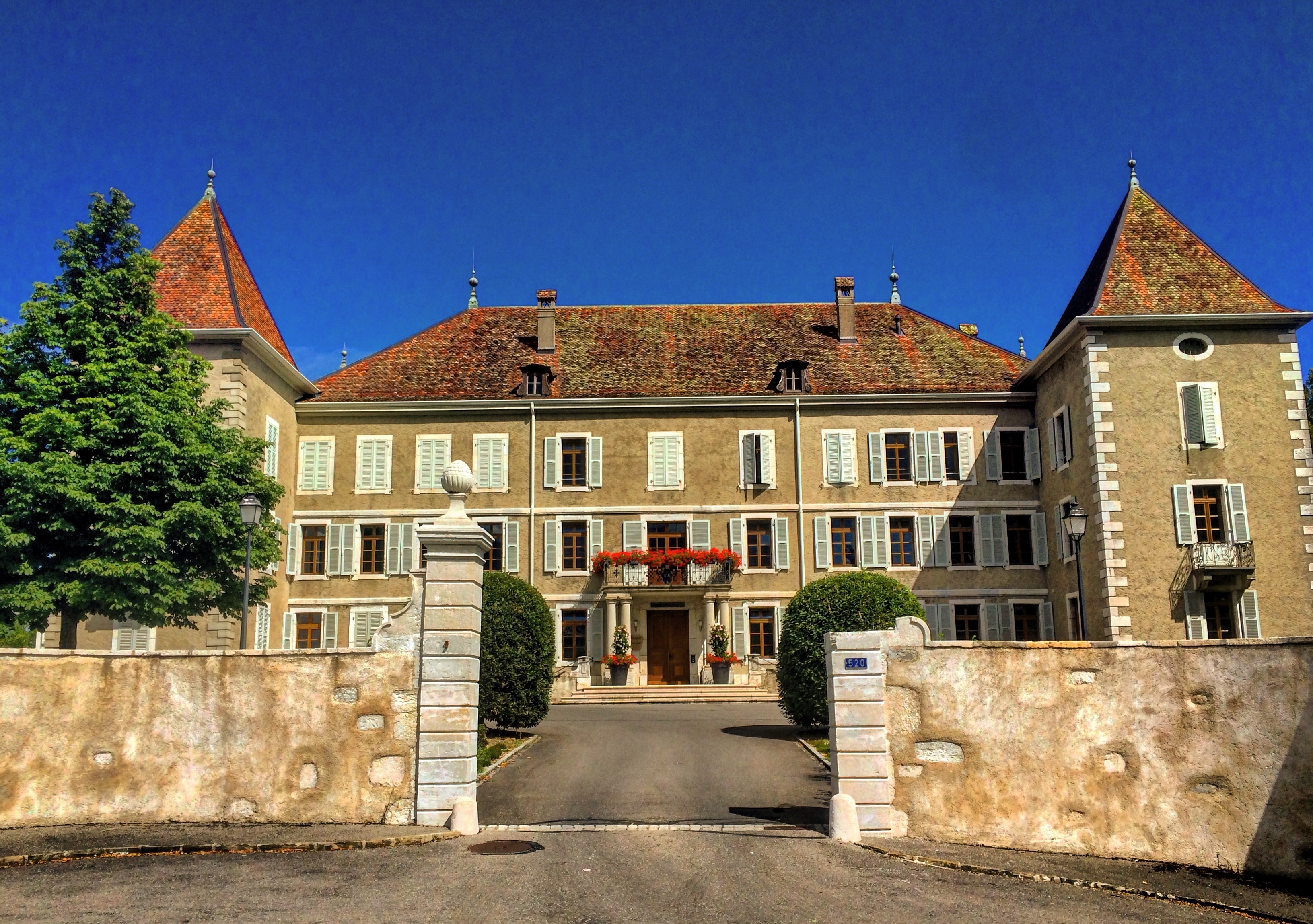
Le château de Dardagny à Dardagny.

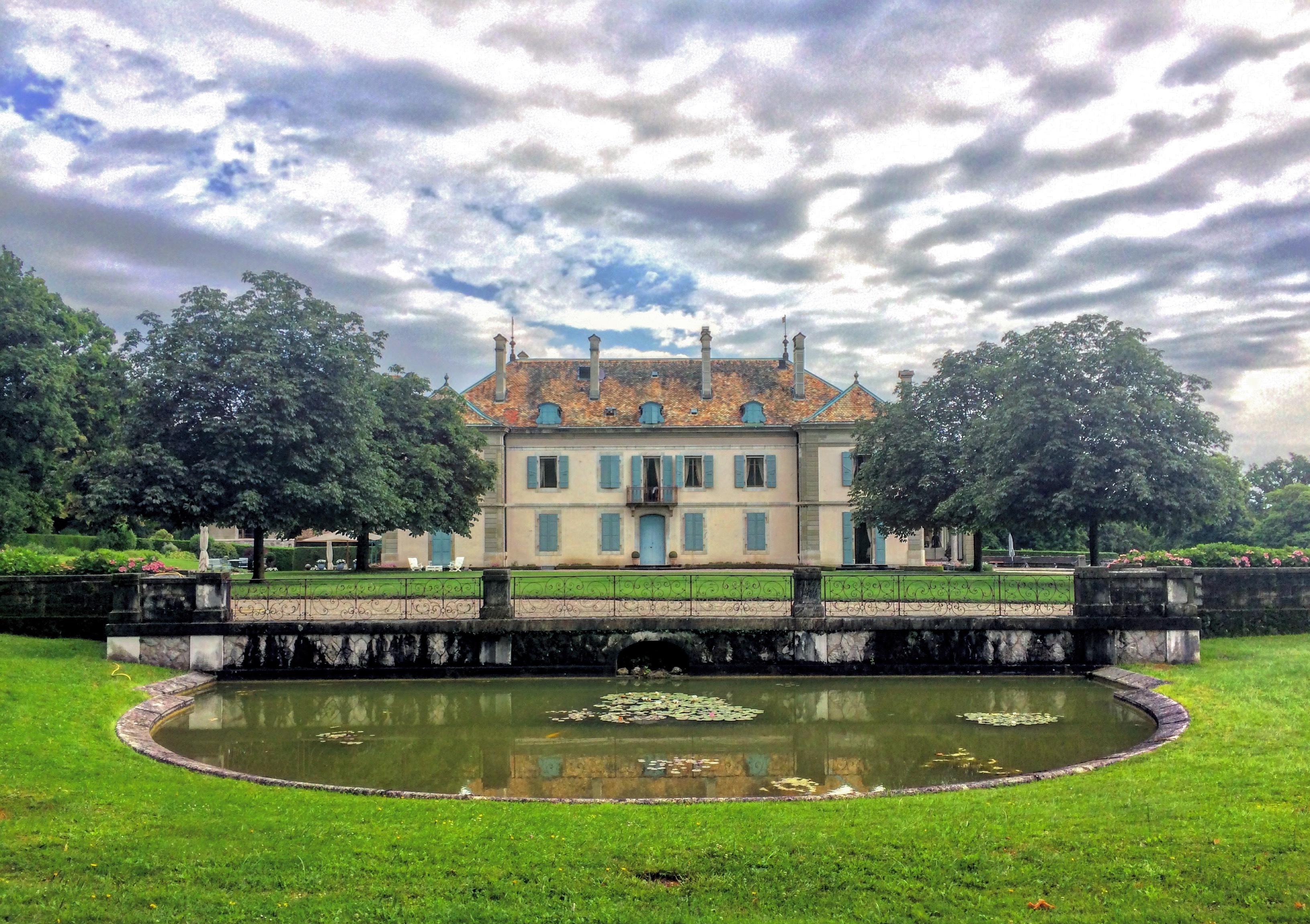
Le château du Reposoir à Pregny-Chambésy.

- Château de Bellerive à Collonge-Bellerive
- Château des Bois à Satigny
- Château de Bossey à Céligny
- Château de Bourdigny à Satigny
- Château de Choully, à Satigny
- Château du Crest à Jussy
- Château de Dardagny à Dardagny
- Château de Feuillasse à Meyrin
- Château de Garengo à Céligny
- Château de Genthod à Genthod
- Château d'Hermance à Hermance
- Château de Laconnex à Laconnex
- Château de l'Impératrice à Pregny-Chambésy
- Château Malvand à Pregny-Chambésy
- Château de Penthes à Pregny-Chambésy
- Château de Pregny à Pregny-Chambésy
- Château de l'Impératrice à Pregny-Chambésy
- Château de Rouelbeau à Meinier
- Château de Tournay à Pregny-Chambésy
- Château de Versoix à Versoix
- Château de Vésenaz à Collonge-Bellerive
- Commanderie de Compesières à Bardonnex

## Glaris
- Château de Niederurnen, à Glaris Nord
- Le Vorburg, à Glaris Nord-Oberurnen
- Schwanden-Im Thon, maison forte
- Ruines de Sola, à Glaris Nord

## Grisons
- Château d'Alt Aspermont, à Trimmis

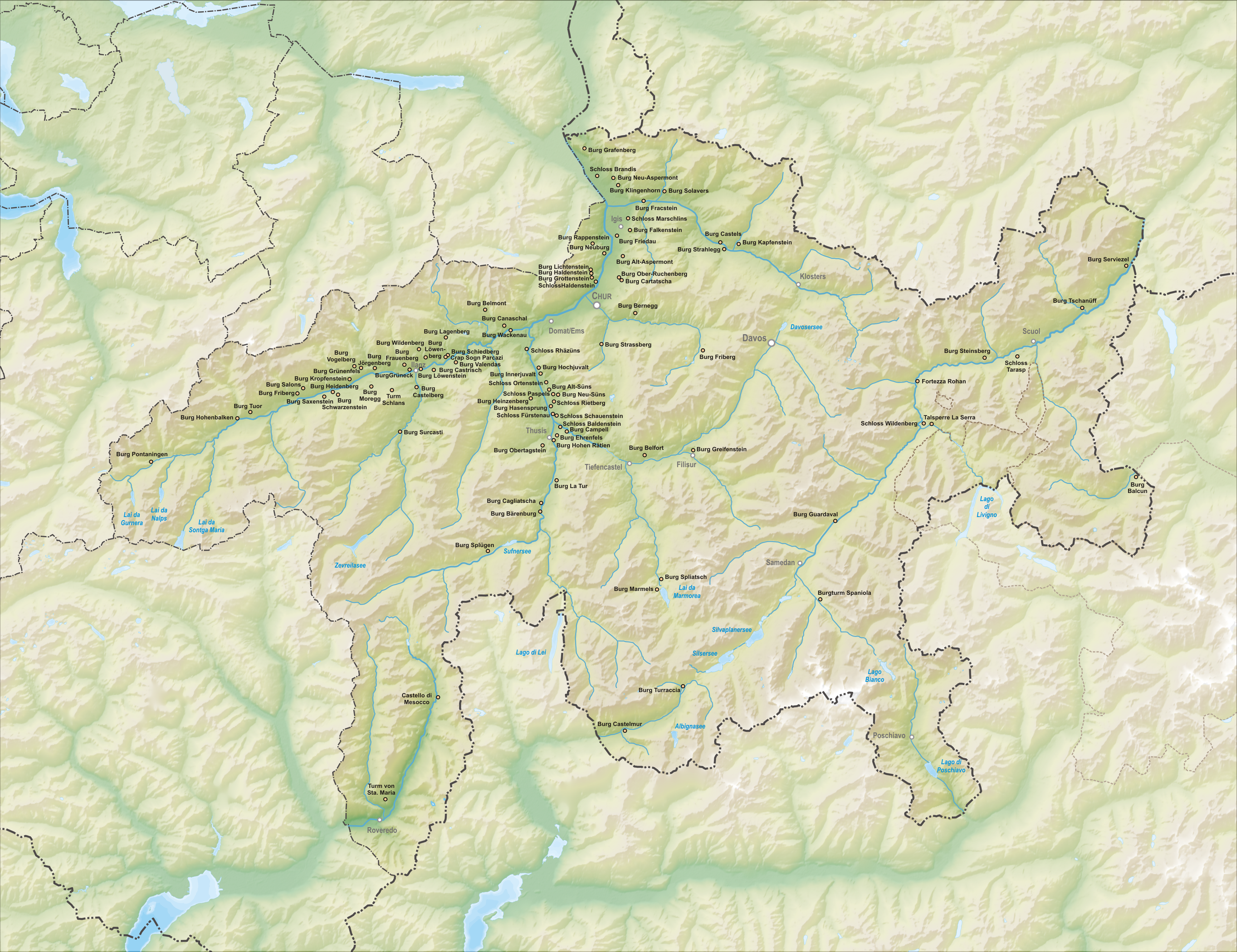
Châteaux dans les Grisons

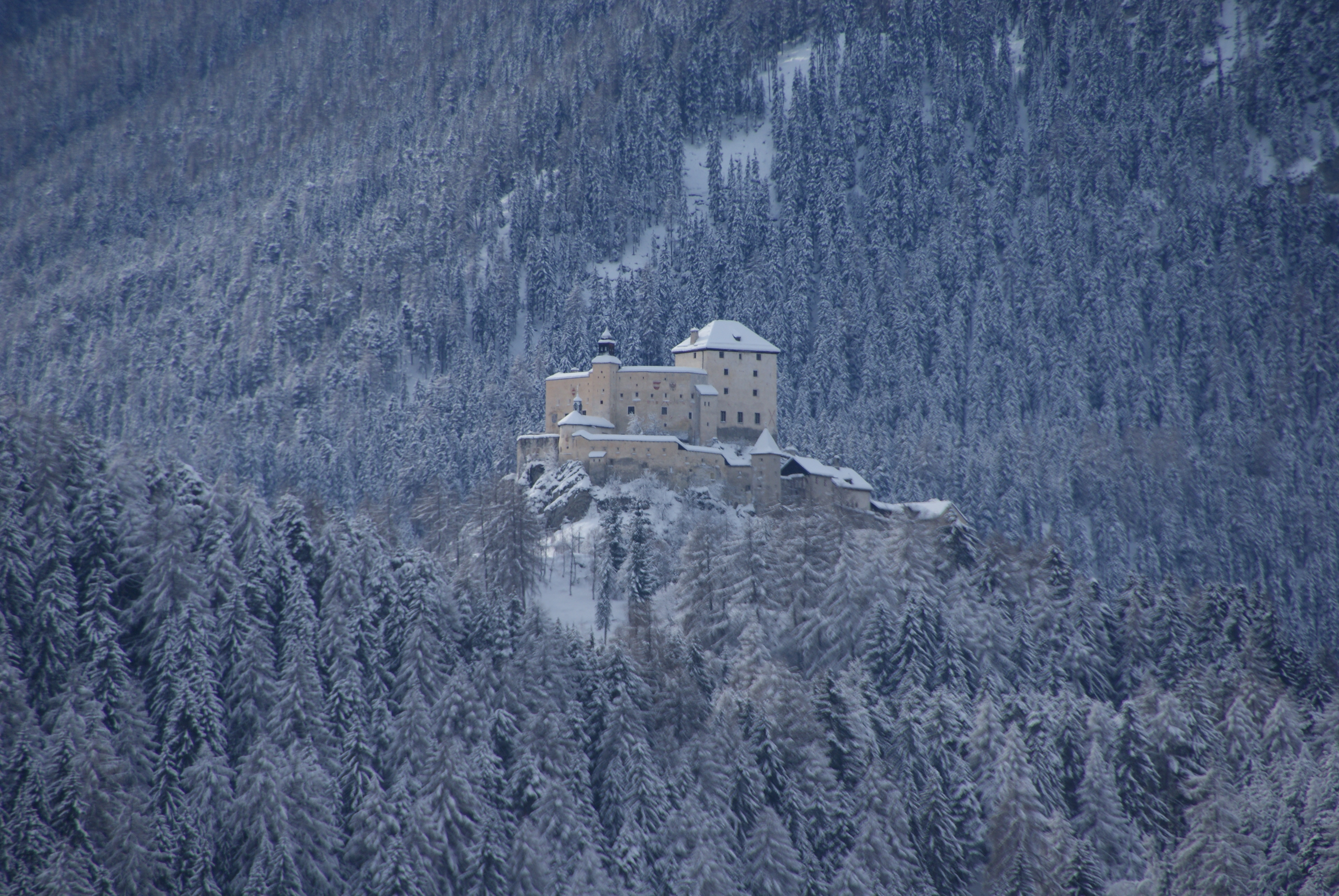
Le château de Tarasp

- Château de Neu Aspermont, à Jenins
- Château de Baldenstein, à Sils im Domleschg
- Château de Belfort, tour en ruine, à Brienz
- Château de Belmont, à Flims
- Château de Bernegg, à Calfreisen
- Boggiano, torre, tour, ruine
- Château de Bothmar, à Malans
- Château de Brandis (ou de Maienfeld), à Maienfeld
- Château de Cagliatscha, à Andeer
- Château Campell, à Sils im Domleschg
- Château de Canashai, à Trin
- Château de Castelberg, à Ilanz
- Château de Castelmur, à Bregaglia
- Château de Castels, à Luzein
- Château d'Ehrenfels, à Sils im Domleschg
- Château de Falkenstein, à Igis
- Torre Fiozenzana, à Grono
- Château de Fracstein, à Seewis im Prättigau
- Château de Frauenberg, à Ruschein
- Château de Friedau, à Zizers
- Château épiscopal de Fürstenau, à Fürstenau
- Château de Greifenstein, à Filisur
- Château de Grottenstein, à Haldenstein
- Château de Grüneck, à Ilanz
- Château de Guardaval, à Madulain
- Château de Haldenstein, à Haldenstein
- Château d'Alt-Haldenstein, à Haldenstein
- Château de Hasensprung, à Domleschg
- Château de Heinzenberg, à Cazis
- Château de Hochjuvalt, à Rothenbrunnen
- Château de Hohenrätien, à Sils im Domleschg
- Château de Innerjuvalt, à Rothenbrunnen
- Château de Jörgenberg, à Waltensburg
- Château de Klingenhorn, à Malans
- Château de Kropfenstein, à Waltensburg
- Château de Lichtenstein, à Haldenstein
- Château de Marmels, à Marmorera
- Château de Marschlins, à Landquart
- Château de Mesocco, à Mesocco
- Château de Neuburg, à Untervaz
- Château de Nivagl, à Vaz/Obervaz
- Château de Norantola, à Cama
- Château de Ortenstein, à Domleschg
- Château d'Obertagstein, à Thusis
- Château de Pala, à San Vittore
- Château de Parpan, à Churwalden
- Tour de Planta, à Zuoz
- Château de Rappenstein, à Untervaz
- Château de Rhäzüns, à Rhäzüns
- Château Reichenau, à Reichenau
- Château de Rietberg, à Domleschg
- Château de Riom, à Surses
- Château d'Ober-Ruchenberg, à Trimmis
- Château de Selenegg, à Maienfeld
- Château de San Peder, à Scuol
- Château de Schauenstein, à Fürstenau
- Château de Schiedberg, à Sagogn
- Château de Schwarzenstein, à Obersaxen Mundaun
- Château de Serviezel, à Valsot
- Château de Alt-Sins, à Domleschg
- Château de Neu-Sins, à Paspels
- Château de Sogn Parcazi, à Trin
- Château de Solavers, à Seewis
- Château de Spaniola, à Pontresina
- Château de Spliatsch, à Surses
- Château de Splügen, à Splügen
- Château de Steinsberg, à Ardez
- Château de Strahlegg, à Fideris
- Château de Stressberg, à Churwalden
- Château de Tagstein, à Masein
- Château de Tschanüff, à Valsot
- Château de Tarasp, à Scuol
- Château de Wildenberg, à Falera
- Château de Wildenberg, à Zernez
- Château de Wynegg, à Malans,
- Château supérieur de Zizers, à Zizers
- Château inférieur de Zizers, à Zizers

## Jura
- Ruine de Löwenburg, à Pleigne
- Château de Soyhières, à Soyhières
- Ruine de Vorbourg, Delémont
- Château de Delémont, à Delémont
- Château de Montvoie, à Clos du Doubs
- Châtellenie de Saignelégier
- Château d'Asuel, ruine, à La Baroche
- Château de Saint-Ursanne,
- Château de Pleujouse, à Pleujouse
- Château de Porrentruy, à Porrentruy
- Château de Raymontpierre, à Vermes

## Lucerne
- Château d'Alt Eschenbach, à Inwil
- Château de Altishofen, à Altishofen
- Château d'Alt-Willisau, à Willisau
- Château de Beromünster, à Beromünster
- Château de Buttisholz, à Buttisholz
- Château de Götzental, à Dierikon
- Château de Grünenberg, à Hiltzkirch
- Château de Heidegg, à Gelfingen
- Commanderie de Hohenrain, à Hohenrain
- Château de Huwyl, à Römerswil
- Tour de Kastelen, à Alberswil
- Château de Lieli, à Lieli
- Château de Meggenhorn, à Meggen
- Château de Neuhabsburg, à Meggen
- Château de Nünegg, à Hohenrain
- Château de Ober-Reinach, à Römerswil
- Château de Schauensee, à Kriens
- Château de Wikon, à Wikon
- Château baillival de Willisau, Willisau
- Château de Wyher, à Ettiswil

## Neuchâtel
- Château d'Auvernier, à Auvernier
- Château de Bevaix, à Bevaix
- Château de la Borcarderie, à Neuchâtel
- Château de Boudry, à Boudry
- Château de Colombier, à Colombier
- Château de Cormondrèche, à Cormondrèche
- Château de Cressier, à Cressier
- Château de Fenin, à Fenin-Vilars-Saules
- Château de Gorgier, à Gorgier
- Château d'Ivernois, à Môtiers
- Château de Jeanjaquet, à Cressier
- Château du Landeron, au Landeron
- Château des Monts, au Locle
- Château de Môtiers, à Môtiers
- Château de Neuchâtel, à Neuchâtel
- Château de Peseux, à Peseux
- Château de Rochefort, à Rochefort
- Château de Serrières, à Serrières
- Château de Souaillon, à Neuchâtel
- Château de Travers, à Travers
- Château de Valangin, à Valangin
- Château de Vaumarcus, à Vaumarcus

## Nidwald
- Château de Rotzberg, vestiges, Ennetmoos
- Château de Rosenburg (Höfli), à Stans
- Château de Schnitzturm, tour, à Stansstad
- Maison Winkelried, Stans
- Château de Wolfenschiessen, à Wolfenschiessen
- Château de Isenringen, à Beckenried

## Obwald
- Château de Grafenort, maison seigneuriale, Engelberg ;
- Château de Hexenturm, à Sarnen ;
- Château de Landenberg, à Sarnen ;
- Château de Rosenberg, ruine, Giswil ;
- Château de Rudenz, ruine, Giswil.

## Saint-Gall
- Château d'Alt-Ramswag ou Alt-Ramschwag, à Häggenschwil
- Château d'Alt-Rheineck, à Rheineck
- Château d'Alstätten, à Altstätten
- Château de Bibiton, à Kaltbrunn
- Château de Blatten, Blatten
- Château de Dottenwil, Wittenbach
- Château de Forstegg, Sennwald
- Château de Freudenberg, à Bad Ragaz
- Château de Frischenberg, à Sennwald
- Château de Fründsberg, à Goldingen
- Château de Gräpplang, Flums
- Château de Grimmenstein, à Sankt Margrethen
- Château de Grünenstein, à Balgach
- Petit château de Hahnberg, à Berg
- Château de Hohensax, à Sennwald
- Château d'Iberg, à Wattwil
- Château d'Oberberg, à Gossau
- Château de Rapperswil, Rapperswil
- Château de Rittersburg, à Flums
- Château de Sargans, Sargans
- Château de Spilberg, ruine, à Bad Ragaz
- Château de Sulzberg, à Untereggen
- Château de Uznaberg, à Schlans
- Château de Wartegg à Rorschach
- Château de Wartau, ruine, Wartau
- Château de Wartensee, à Rorschacherberg
- Château de Wartenstein, à Pfäfers
- Château de Werdenberg, Werdenberg
- Château de Wichenstein, à Oberriet
- Château de Wildenburg, Wildhaus

## Schaffhouse
- Château de Beringen, à Beringen
- Château de Bibermühle, à Ramsen
- Château de Hartenkirch, à Siblingen
- Château de Herblingen, à Statten
- Château de Hohenklingen, à Stein am Rhein
- Le Munot à Schaffhouse
- Château de Neuburg, à Neunkirch
- Château de Wörth, à Neuhausen am Rheinfall
- Château de Radegg, à Wilchingen
- Randenburg, à Schleitheim
- Sonnenburggut, à Schaffhouse
- Château de Thayngen, à Thayngen
- Château de Wolkenstein, à Hemishofen

## Schwytz
- Château de Gessler, à Küssnacht ;
- Château de Grynau, Tuggen ;
- Morgarten, retranchements, tour, Rothenthurm ;
- Château de Pfäffikon, à Pfäffikon ;
- Château d'Alt-Rapperswil, à Altendorf
- Rothenthurm, retranchements, tour ;
- Château de Schwanau, à Lauerz ;
- Schwytz, Tour des archives.

## Soleure

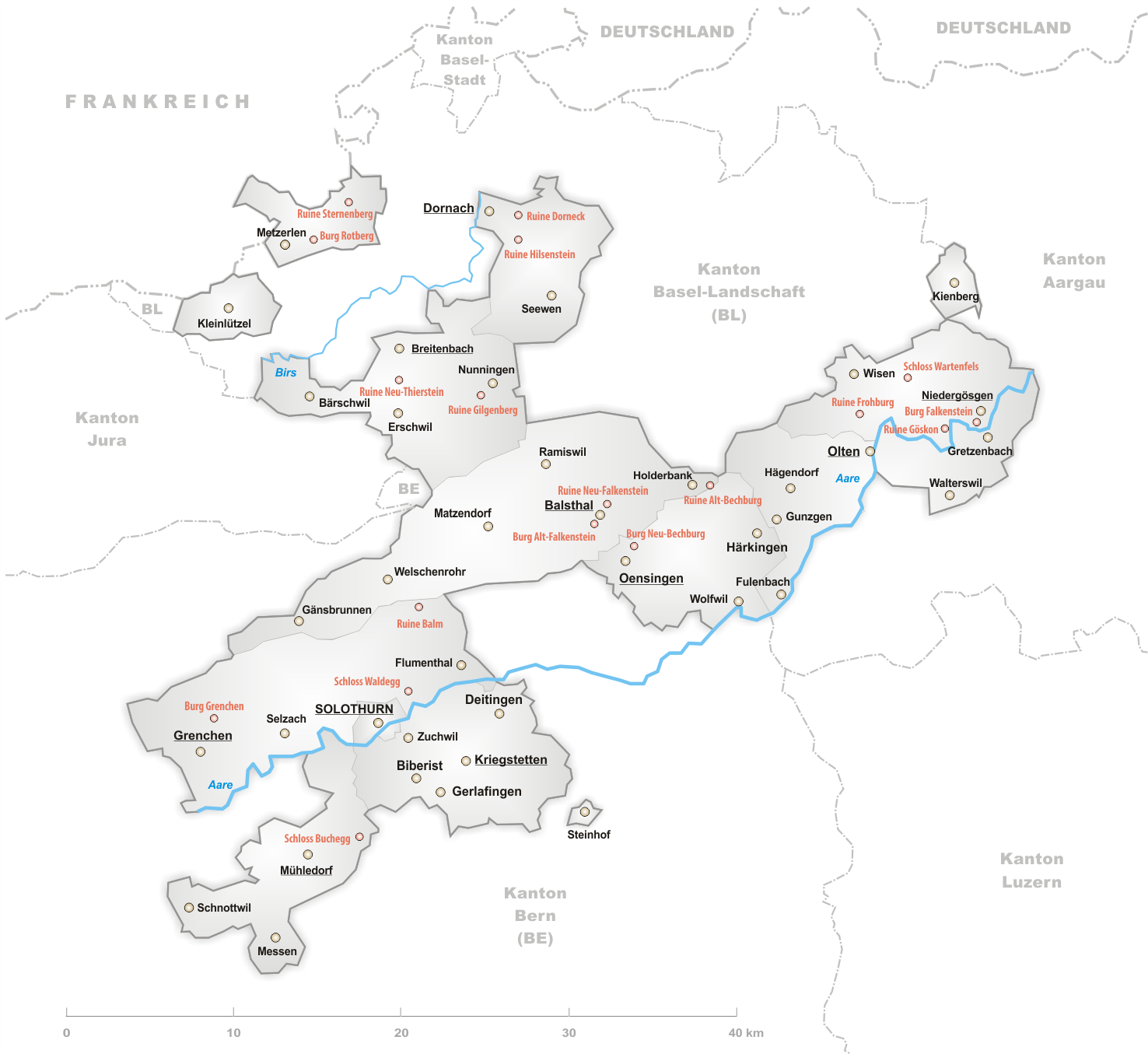
Châteaux du canton de Soleure

- Ruines de Balm, à Balm bei Günsberg
- Château d'Alt-Bechburg, ruines, à Holderbank
- Château de Neu-Bechburg, à Oensingen
- Château de Blauenstein, à Kleinlützel
- Château de Blumenstein, à Soleure
- Château de Buchegg, à Kyburg-Buchegg
- Dorneck, ruines, à Dornach
- Château de Alt-Falkenstein, Balsthal (Klus)
- Château de Neu-Falkenstein, ruines, Balsthal
- Château de Frohburg, ruines, à Trimbach
- Château de Gilgenberg, à Zullwil
- Château de Göskon, à Obergösen
- Château de Granges, à Granges
- Château de Hilsenstein, à Dornach
- Château de Rotberg, à Metzerlen-Mariastein
- Château de Steinbrugg, à Soleure
- Château de Sternenberg, ruines, à Hofstetten
- Château de Neu-Thierstein, ruines, à Büsserach
- Château de Waldegg, à Feldbrunnen-Sankt Niklaus
- Château de Wartenfels, à Lostorf

## Tessin
- Ascona, castello dei Griglioni, tours, éléments ;
- Châteaux de Bellinzone, à Bellinzone
  - Château de Montebello
  - Castelgrande
  - Château de Sasso Corbaro
  - Villa des Cèdres
- Chiggiogna, casa dei pagani, château rupestre, vestiges ;
- Chironico, torre dei Pedrini ;
- Claro, castalderia di Cortauro ;
- Claro, castello dei Magoria, éléments ;
- Dongio, Casa dei pagani, château rupestre ;
- Giornico, castello di Santa Maria, vestiges ;
- Giornico, torre di Attone ;
- Locarno ;
- Château Saint-Georges, à Magliaso
- Maglisao, castello di Santo Giorgio, tour ;
- Malvaglia, casa dei pagani, château rupestre, vestiges ;
- Minusio, casa di Ferro ;
- Morcote, ruines ;
- Torre di Redde, à Capriasca
- Château de Serravalle, à Serravalle
- Château de Stalvedro, à Airolo
- Château Visconti à Locarno

## Thurgovie
- Château d'Altenklingen, à Wigoltingen

## Valais

### District de Monthey
- Château du Fay-de Lavallaz, commune de Collombey-Muraz
- Commune de Monthey :
  - Château du Crochetan
  - Château de Monthey
  - Château-Vieux
- Château de Saint-Gingolph, commune de Saint-Gingolph
- Maison forte Barberini, commune de Vionnaz
- Château de la Porte du Scex, commune de Vouvry

### District de Saint-Maurice
- Château de Saint-Maurice, commune de Saint-Maurice

### District de Martigny
- Château de la Bâtiaz, commune de Martigny
- Château de Saillon, commune de Saillon
- Château de Saxon, commune de Saxon

### District d'Entremont
- Bourg fortifié, commune de Bourg-Saint-Pierre
- Château de Verbier, commune de Verbier

### District de Conthey
- Château de Chavey, commune de Chamoson
- Château des comtes de Savoie, commune de Conthey
- Château des vidomnes de la Tour, commune de Conthey
- Château de Brignon, commune de Nendaz

### District de Sion
- Château-tour de Grimisuat, commune de Grimisuat
- Château de la Soie, commune de Savièse
- Commune de Sion :
  - Château de la Majorie
  - Château de Montorge
  - Château de Tourbillon
  - Basilique de Valère

### District de Sierre

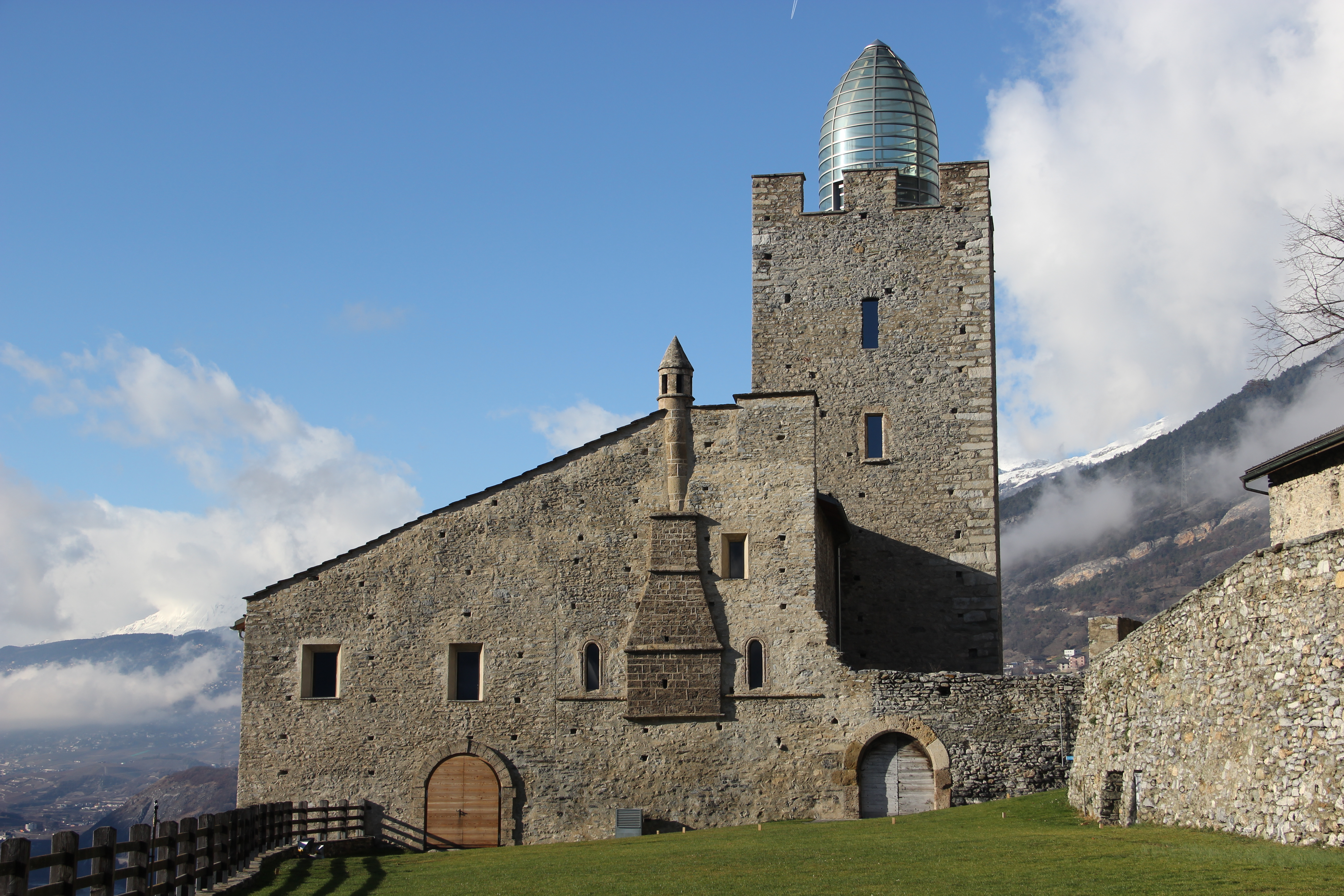
La tour de Goubing à Sierre

- Tour de Vissoie, commune d'Anniviers
- Tour de Chalais, commune de Chalais
- Château de Beauregard, commune de Chippis
- Rocher des Fées, commune de Crans-Montana
- Châteaux de Granges, commune de Granges
- Château de Morestel, commune de Grône
- Château de la Tournelette, commune de St-Léonard
- Commune de Sierre :
  - Château Mercier
  - Château de Villa
  - Tour de Goubing

### District de Loèche
- Commune de Loèche :
  - Château épiscopal
  - Tour des vidomnes

### District de Viège
- Tour d'Embd, commune d'Embd

### Demi-district de Rarogne occidental
- Château-tour de Rarogne, commune de Rarogne

### District de Brigue
- Commune de Brigue-Glis :
  - Château de Stockalper

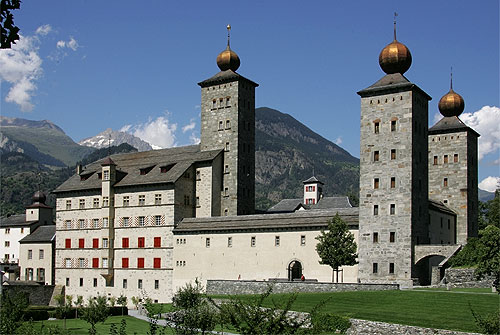
Le château de Stockalper à Brigue

  - Maison forte de Georges Supersaxo

## Vaud
- Château d'Agiez à Agiez

- Château d'Aigle

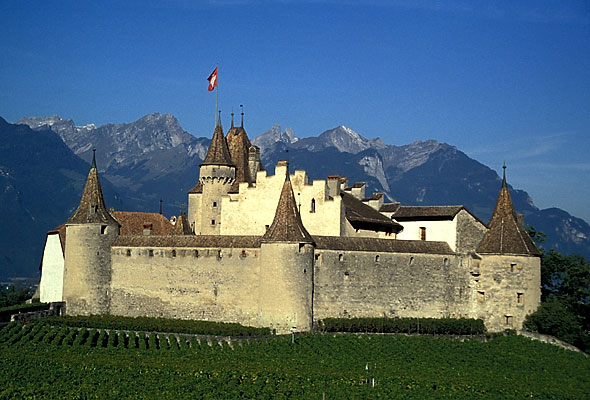
Le château d'Aigle

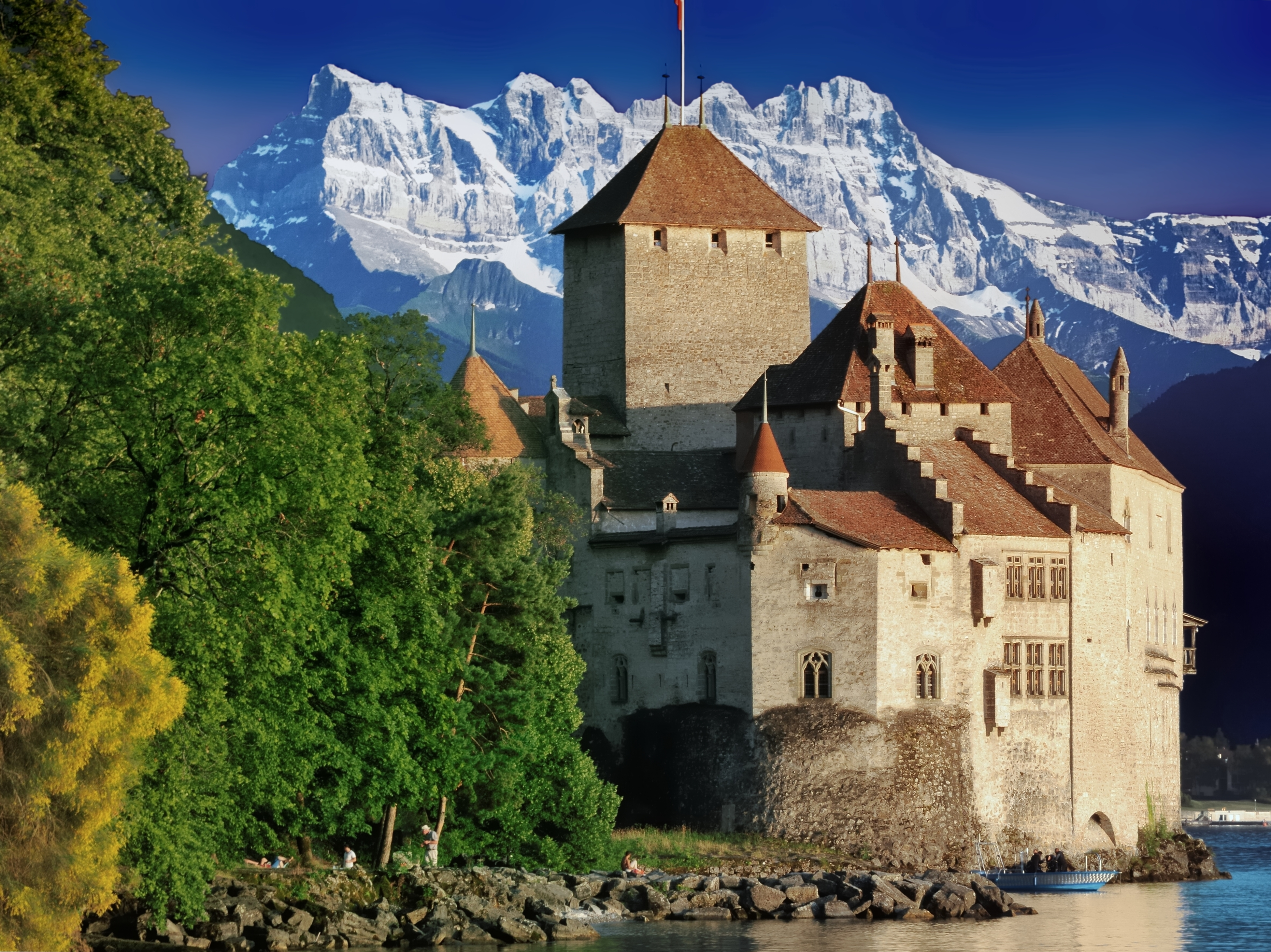
Le château de Chillon et les Dents du Midi

- Château de Aigremont à Ormont-Dessous, ruine ;
- Château de l'Aile à Vevey
- Tour de l'Ale, à Lausanne
- Château d'Allaman
- Château d'Arnex
- Maison d'Aspre, à Aubonne
- Château d'Aubonne
- Château d'Avenches
- Château de la Bâtie, à Vinzel
- Château de la Grande Baudelle ou Château des Tourelles, à Lausanne
- Château de Baulmes
- Château de Bavois
- Château de Beaulieu, à Lausanne
- Château de Begnins, à Begnins
- Château de Bellerive, à Bellerive VD
- Château de Belmont, à Belmont-sur-Yverdon
- Château de Bercher
- Château de Bertholo, à Lutry
- Château de Béthusy, à Lausanne
- Château de Bettens
- Château de Bex, cadrans solaire, murs et parc classé monument historique du canton de Vaud
- Château de Bière
- Château de Bioley à Bioley-Magnoux
- Château de Blonay
- Château de Bochat, à Paudex
- Château de Bonmont, à Chéserex
- Château de Bonvillars
- Château de Bossey
- Château de Bottens
- Château de Bougy-Saint-Martin, à Bougy-Villars
- Château de Bourjod, ruine, à Pailly
- Château de Bugnaux, à Essertines-sur-Rolle
- Château de Bursins
- Château de Bursinel
- Château de Bussigny, à Bussigny près de Lausanne
- Château de Bussy-Chardonnay
- Château de Cerjaule, près de Moudon
- Château de Chamblon
- Château de Champittet, à Cheseaux-Noréaz
- Château de Champvent
- Château de Changins
- Château de Chapelle-sur-Moudon
- Château de Chardonne
- Château de Châtagneréaz, à Rolle
- Château du Châtelard à Clarens
- Château de la Chaux, à La Chaux
- Château de Cheseaux, à Cheseaux-sur-Lausanne
- Château de Chéserex
- Château de Chexbres
- Château de Chillon à Veytaux
- Château des Clées
- Château de Colombier à Colombier VD
- Château de Combremont-le-Grand
- Château de Coppet
- Château de Corcelles-près-Chavorney
- Château de Corcelles-près-Concise
- Château de Corcelles-le-Jorat
- Château de Coinsins
- Château de Cossonnay
- Château de Cottens
- Château de Crans
- Château des Crêtes, à Clarens
- Château de Crissier
- Château de Cronay
- Château de Cuarnens
- Château de Cudrefin
- Château de Curtilles
- Château de Daillens
- Château de La Dausaz, à Les Tavernes
- Château de Démoret
- Château de Denens
- Domaine de la Doges, à La Tour-de-Peilz
- Château de Dommartin
- Château de Donneloye
- Château de Duillier
- Tour de Duin, à Bex
- Château de Dully
- Château d'Échallens
- Château d'Échandens
- Château d'Échichens
- Château d’Éclépens
- Château d'En Bas, à Mex
- Château d'En Haut, à Mex
- Château d'Étoy
- Château d'Épendes
- Château d'Es Bon, à Aubonne
- Château de l'Évêché, à Lausanne
- Château de Giez
- Château de Gingins
- Château de Glérolles, à Saint-Saphorin
- La Gordanne, à Féchy, Allaman et Perroy
- Château de Goumoëns-la-Ville
- Château de Goumoëns-le-Jux
- Tour de Gourze
- Château de Grandcour
- Château de Grandson
- Château de Grancy
- Château de Granges Verney, à Moudon
- Château de Guévaux, à Mur
- Tour Haldimand, à Lausanne
- Château d'Hauteville à Saint-Légier-La Chiésaz
- Château d'Hermenches
- Château de La Lance, à Concise
- Château de L'Isle
- Château de Mézery, à Jouxtens-Mézery
- Château de La Sarraz
- Château de La Tour-de-Peilz
- Château de Lavigny
- Château de Lignerolle
- Château de Lonay
- Château de Lucens
- Château de Luins
- Château de Lully
- Château de Lutry
- Château de Malessert, à Étoy
- Château de Marnand
- Château de Marsens
- Château du Martherey, à Begnins
- Château de Mathod
- Château de Mollens
- Château de Mont, à Mont-sur-Rolle
- Château de Mont-le-Grand, à Mont-sur-Rolle
- Château de Mont-le-Vieux, à Essertines-sur-Rolle
- Château de Montchoisi, à Orbe
- Château de Monnaz
- Château de Montagny, ruine
- Château de Montagny, à Lutry
- Château de Montcherand
- Château de Montricher
- Château de Morges
- Château de Morrens
- Château de la Mothe, à Vugelles-la-Mothe
- Château de Moudon
- Château de Mur
- Château de Nyon
- Château d'Orbe
- Château d'Orny
- Château d'Oron
- Château d'Orzens
- Château d'Ouchy, à Lausanne
- Château de Palézieux
- Château de Pampigny
- Château de Penthaz
- Château de Perroy
- Château de Pictet-Lullin, à Dully
- Château de Prangins
- Château de Préverenges
- Château de Prilly
- Château de Renens
- Château de Renens-sur-Roche, à Renens
- Château de Rennaz
- Château de la Roche à Ollon
- Château de Roche à Roche
- Château de Rochefort, à Allaman
- Château de la Rochette ou Rochettaz, à Moudon
- Château de Rolle
- Château de Romainmôtier, en fait Maison du Prieur de l'abbatiale de Romainmôtier
- Château de Ropraz
- Château du Rosay ou Rosey, à Bursins
- Château du Rosey, à Rolle
- Château de Rougemont, à Rougemont
- Château de Saint-Barthélemy
- Château de Saint-Cergue
- Château de Saint-Christophe, à Mathod
- Château de Sainte-Croix
- Château Saint-Maire à Lausanne
- Château de Saint-Martin-du-Chêne, dit Tour Saint-Martin, à Molondin
- Château de Saint-Prex
- Château de Saint-Saphorin-sur-Morges
- Tour de Saint-Triphon à Saint-Triphon
- Château de Saint-Vincent, à Gilly
- Ruines de Saleusex, à Montreux
- Château de Salavaux
- Château de Senarclens
- Château du Sépey
- Oppidum de Sermuz
- Château de Sévery
- Château de Sully
- Château de Tannay
- Château des Tourelles, à Giez
- Château des Tourelles, à Lausanne
- Château de La Tour-de-Peilz
- Château de Trévelin, à Aubonne
- Château de Treytorrens
- Château d'Ussières, à Ropraz
- Château de Valeyres-sous-Rance
- Manoir de Valeyres-sous-Rance
- Château de Vanel à Rougemont, ruine
- Château de Vallamand
- Le Vieux Château, à Cheseaux-sur-Lausanne
- Château de Vennes, à Lausanne
- Château de Vevey
- Château de Vidy, à Lausanne
- Château de Villars-de-Riencourt, à Bougy-Villars
- Château de Villarzel
- Château de Vincy, à Gilly
- Château de Vinzel
- Château de Vufflens, à Vufflens-le-Château
- Château de Vuitebœuf
- Château de Vullierens
- Château d'Yverdon, à Yverdon-les-Bains
- Maison Blanche, à Yvorne

## Uri
- Château d'Apro, Seedorf

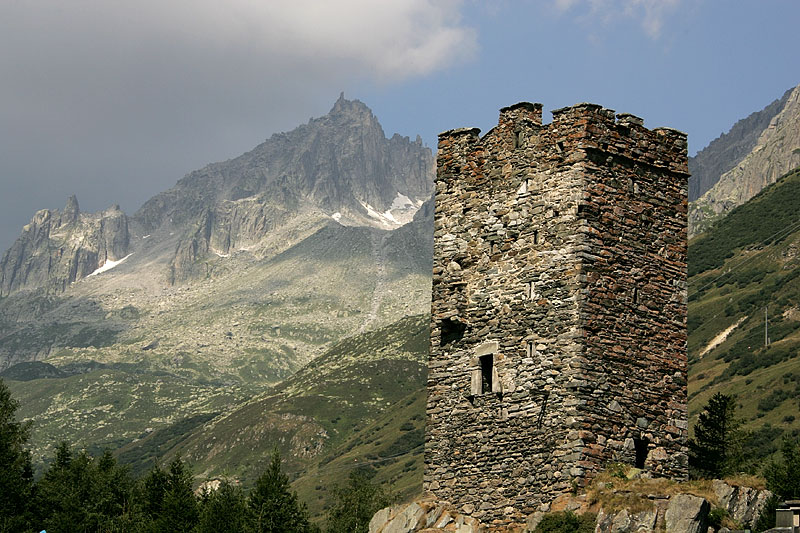
Tour-habitation de Hospental

- Château d'Attinghausen à Attinghausen
- Château de Beroldingen, à Seelisberg
- Château de Hospental, à Hospental, tour
- Château de Rudenz à Flüelen
- Château de Seedorf, à Seedorf
- Château Schweinsberg à Attinghausen
- Château de Silenen à Silenen
- Château de Zwing Uri, à Silenen, ruine
- Meierturm, à Bürglen
- Meierturm, à Silenen

## Canton de Zurich
- Château d'Andelfingen, à Andelfingen
- Château d'Au, à Wädenswil
- Château de Baldern, à Stallikon
- Château de Oberes Baliken, à Wald
- Château de Bernegg, à Hinwil
- Château de Alt-Bichelsee, à Bichelsee
- Château de Breitenlandenberg, à Turbenthal
- Commanderie de Bubikon, à Bubikon
- Château de Buch, Winterthour
- Château de Dättnau, Winterthour
- Château de Dübelstein, à Dübendorf
- Château de Eglisau, à Eglisau
- Château de Eigenthal, à Berg am Irchel
- Château de Elgg, à Elgg
- Château de Flaach, à Flaach
- Château de Freienstein, à Freinenstein
- Château de Friedberg, à Meilen
- Château de Friesenberg, à Zurich
- Château de Gamser, à Winterthour
- Château de Glanzenberg, à Unterengstringen
- Château de Greifenberg, à Bäretswil
- Château de Greifensee, à Greifensee
- Château de Grüningen, à Grüningen
- Château de Hegi, à Winterthour
- Château de Heidegg, à Embrach
- Château de Hinwil, à Hinwil
- Château de Hohenlandenberg, à Wila
- Château de Knonau, à Knonau
- Irgenhausen Castrum, à Pfäffikon
- Château de Kybourg, à Kybourg
- Château de Alt-Landenberg, à Bauma
- Château de Alt-Lägern, à Boppelsen
- Château de Langenberg, à Winterthour
- Château de Langnau, à Langnau am Albis
- Château de Laufen, à Laufen-Uhwiesen
- Château de Liebenberg, à Zell
- Château de Manegg, à Zurich
- Château de Maur, à Maur
- Château de Moosburg, à Effretikon
- Château de Mörsburg, à Winterthour
- Château de Nürensdorf, à Nürensdorf
- Château de Alt-Regensberg, à Regensdorf
- Château de Neu-Regensberg, à Regensberg
- Château de Rossberg, à Winterthour
- Château de Schauenberg, à Tubenthal
- Château de Schnabelburg, à Hausen am Albis
- Château Schwandegg, à Waltaligen
- Château de Sünikon, à Steinmaur
- Château de Tössegg, à Wildberg
- Château de Uetilburg, à Uetilberg
- Château de Uster, à Uster
- Château de Wädenswil, à Wädenswil
- Château de Alt Wädenswil, à Richterswil
- Château de Wart, à Neftenbach
- Château de Wetzikon, à Wetzikon
- Château de Wiesdangen, à Wiesendangen
- Château de Alt-Wildberg, à Wildberg
- Château de Alt-Wülflingen, à Winterthour
- Château de Wülfingen, à Winterthour
- Château de Wulp, à Küsnacht
- Château de Wyden, à Ossingen

### Sources
- Swisscastles, « Les châteaux du canton de Genève » (consulté le 28 septembre 2007)
- Les châteaux suisses
- (de) Les châteaux suisses chez burgenwelt